# ری پلیس (آریزونا)
ری پلیس (به انگلیسی: Ray Place) یک منطقهٔ مسکونی در ایالات متحده آمریکا است که در آریزونا واقع شده است. ری پلیس ۱٬۵۳۷ متر بالاتر از سطح دریا واقع شده است.